# Dulce amor (álbum)
Dulce amor es el quinto y último álbum de estudio independiente de Selena y los Dinos. Fue publicado el 24 de diciembre de 1988. Por otro lado, es el último disco de la banda en el sello Record Producer antes de firmar con la compañía EMI. Fue éste, el que su hermano, A.B. Quintanilla III se vuelve el principal compositor. Dulce amor fue la ayuda para la banda para hacerse notar en los "Tejano Music Awards" en 1989 y llamar la atención del presidente de EMI Latin, Jose Behar. Para mediados de 1989, el LP ya había vendido más de 30,000 copias, para luego ser retirado de éstas por orden de EMI.
El LP le otorgó a Selena otro premio en la categoría "Vocalista Femenina del Año" en los Tejano Music Awards de 1989 y una nominación en "Álbum del Año" en los mismos premios. Para promoción del LP, el grupo inició con su Dulce Amor Tour, el cual duró menos de un año.
En 2007, el padre de Selena, Abraham Quintanilla, reeditó este LP, llamándolo "Classic Series, Vol. 5", como parte de la serie de colección "Classic Series" bajo la discográfica familiar Q Productions. El sencillo promocional fue «No llores más corazón».

## Antecedentes
Mientras que Selena y Los Dinos se volvían una banda completa y reconocida, los éxitos seguían fluyendo. En cada entrega de premios, Selena arrasaba en la categoría "Vocalista Femenina del Año". Tras tres LPs y un álbum que les otorgaron premios y reconocimientos, la banda decidió lanzar lo que sería su séptimo LP independiente, antes de firmar con la empresa internacional EMI.

## Composición
La mayoría de las canciones producidas son tejanas con una mezcla peculiar de cumbia y la fusión del jazz. En este LP, A.B. se solidifica como el principal compositor. "Dulce Amor", el sencillo líder, fue uno de estos temas. El tecladista del grupo, Ricky Vela, vuelve a hacer aparición en la composición con los temas "Quisiera Darte", "Cariño, Cariño Mío" y "No Llores Más Corazón", este último junto a A.B. Johnny Herrera, quien había participado en otros proyectos del grupo, vuelve para aportar el tema "Qué", escrito en 1987. El tema "Costumbres" es incluido en el LP, el cual fue un éxito de Rocío Dúrcal y fue escrito por el mismo Juan Gabriel. Además, el grupo regrabó un tema utilizado en su primer álbum de estudio (Selena y los Dinos) titulado "Tú, Solamente Tú", escrito por Camilo Blanes.

## Producción y grabación
A Selena solo se le otorgaron tres semanas para grabar 14 canciones, sin embargo, la compañía quería diez canciones en el LP. Los otros temas permanecieron inéditos y hasta la fecha se desconocen. Selena grabó los temas "Dulce Amor", "Tú Solamente Tú", "La Puerta Se Cerró", "Costumbres" y "Dime" en Amen Studios en San Antonio, Texas. Las canciones "Always Mine" "No Llores Más Corazón" y "Cariño, Cariño Mío" se grabaron en Houston, Texas y "Quisiera Darte" y los temas inéditos se grabaron en Hollywood, California.
El LP completo estuvo producido por Manny R. Guerra. La grabación y mezcla estuvo a cargo de Manny Guerra mientras que los arreglos musicales y toques finales estuvieron a cargo de los miembros de la banda (A.B. Quintanilla, Ricky Vela y Jesse Ybarra).

## Promoción

### Sencillos
- «Dulce amor»

«Dulce amor» fue el sencillo líder y el cual da el nombre al LP. Fue lanzado el 12 de diciembre de 1988 en estaciones de radio locales y en distintos vinilos promocionales. Fue interpretado en el show de Johnny Canales y formó parte del "Dulce Amor Tour". Fue escrito por A.B. Quintanilla III y producido por Manny R. Guerra.
- «Qué»

«Qué» fue el segundo sencillo comercial del LP. Fue lanzado el 7 de enero de 1989. Es considerado como uno de los sencillos con menor éxito. Esto puede deberse a la melodía y a la lírica. Fue escrito por Johnny Herrera.
- «Always Mine»

Lanzado el 2 de febrero de 1989, «Always Mine» se convirtió en el tercer sencillo del LP, siendo este el segundo sencillo en inglés de la banda en su carrera musical. Fue promocionado en distintas estaciones de radio locales. Fue escrito por A.B. Quintanilla.
- «Cariño, cariño mío»

El tema compuesto por Ricky Vela, «Cariño, cariño mío», se convirtió en el cuarto sencillo oficial del LP. Fue lanzado a promoción el 1 de marzo de 1989 en estaciones de radio locales y vinilos promocionales. Selena nunca interpretó el tema en vivo.
- «Quisiera darte»

«Quisiera darte» fue el quinto y último sencillo del LP, lanzado el 6 de abril de 1989. Fue escrito por Ricky Vela. Se interpretó por primera vez en "El Show de Johnny Canales" para promocionar el sencillo y así cerrar esa era.

### Dulce Amor Tour
El "Dulce Amor Tour" fue la séptima mini gira y sirvió para promocionar el LP. La gira comenzó el 26 de noviembre de 1988 en Corpus Christi, Texas y finalizó el 26 de julio de 1989 en Houston, Texas. El grupo comenzó con un gran número de covers de cantantes como Michael Jackson, Madonna y Whitney Houston.
La gira recaudó tan solo $ 4.500 dólares y finalizó porque Selena comenzaba a formar parte de la familia EMI.
Cuando la gira había comenzado, Selena había realizado más versiones de otras canciones que de su repertorio. Selena sentía que debía cantar música popular para ayudar a la banda a ser más popular. Los conciertos solían durar una hora y media. A la banda se le pagaba $150 dólares por cada concierto. Sin embargo, algunos lugares ni siquiera le pagaban ya que pensaban que era un fracaso en un género dominado por hombres y decían que nunca llegaría a ser una cantante exitosa. Algunos incluso se rieron del padre de Selena por promocionar el grupo. Durante varios conciertos, los oyentes se dedicaban a lanzar comida y abuchear a Selena. Obtuvo mucha discriminación por los dueños de los clubes y no se le permitía tocar en muchos de ellos, sin embargo el Dulce Amor Tour se había convertido en la gira más exitosa hasta esa fecha para la banda.

## Listado de canciones
| N.º | Título                  | Escritor(es)                 | Duración |  |
| 1.  | «Dulce Amor»            | A.B. Quintanilla             | 3:18     |  |
| 2.  | «Que»                   | Johnny Herrera               | 3:36     |  |
| 3.  | «Tú, Solamente Tú»      | Camillo Blanes               | 2:34     |  |
| 4.  | «Always Mine»           | Quintanilla III              | 3:48     |  |
| 5.  | «Costumbres»            | Juan Gabriel                 | 3:49     |  |
| 6.  | «Dime»                  | Quintanilla III              | 3:42     |  |
| 7.  | «No Llores Más Corazón» | Quintanilla III • Ricky Vela | 3:15     |  |
| 8.  | «La Puerta Se Cerró»    | Pending                      | 2:52     |  |
| 9.  | «Cariño, Cariño Mío»    | Vela                         | 3:21     |  |
| 10. | «Quisiera Darte»        | Vela                         | 3:02     |  |

## Uso en otros álbumes
- Los temas "Costumbres", "Cariño, Cariño Mío", "Dulce Amor" y "Dime" se compilaron en el álbum 16 súper éxitos originales el 1 de enero de 1990.[8]

- "Dulce Amor", "Dime", "No Llores Más Corazón", "Cariño, Cariño Mío" y "Quisiera Darte" aparecieron en "Personal Best", lanzado el 1 de julio de 1991 bajo CBS Records, subsidiaria de Sony Music.[9]

- "Cariño, Cariño Mío" apareció en la compilación exclusiva para México lanzada en 1992 titulada "Baila Esta Cumbia".[10]

- "Costumbres" se compiló en el álbum "Mis Mejores Canciones - 17 Súper Éxitos" el 22 de agosto de 1993.[11] En ese mismo año, "Dulce Amor" y "Cariño, Cariño Mío" aparecen en el recopilatorio "Grandes Éxitos".

- El tema "Costumbres" se modificó en versión cumbia para el primer álbum de remezclas de Selena titulado "Siempre Selena" en 1996. Esta versión fue sencillo oficial del álbum.[12]

- "Anthology" fue el segundo álbum de remezclas de Selena y fue lanzado el 7 de abril de 1998 "Always Mine" fue lanzada en versión pop con influencias en dance y el tema "La Puerta Se Cerró" en ritmos cumbia. Esta última apareció en la compilación exclusiva para Chile titulada "Cumbias" en 1999.[13]

- "Dulce Amor" y "Costumbres" aparecieron en "Selena: 21 Black Jack" en el 2000.[14]

- El 9 de noviembre de 2003, se lanzó "Selena y sus Inicios, Vol. 1". En dicho, se incluyó el sencillo "Dulce Amor". Las canciones "Costumbres", "Cariño, Cariño Mío" y "Always Mine" se dieron lugar en "Selena y sus Inicios, Vol. 3" el 24 de agosto de 2004, mientras que los temas "Cariño, Cariño Mío" (segunda ocasión), "Dime", "Qué", "La Puerta Se Cerró", "Quisiera Darte" y "No Llores Más Corazón" aparecieron en "Selena y sus Inicios, Vol. 4" el 2 de noviembre de 2004.

- El 23 de marzo de 2004, EMI decide publicar un nuevo recopilatorio de Selena titulado "Momentos Íntimos" en el que se publicaba una canción inédita titulada "Puede Ser" junto a Nando Domínguez. En éste, se tomó la canción "No Llores Más Corazón" para modificarla a versión balada.[15]

- El 30 de marzo de 2007 se lanzó el álbum exclusivo para México titulado "Antología" en el que se incluyó la canción "Costumbres".

- "Qué" y "Tú, Solamente Tú" aparecen en "Through The Years / A Través de Los Años" el 3 de abril de 2007.[16]

## Premios y nominaciones

### Tejano Music Awards (1989)
El LP le otorgó nuevamente el premio a Selena en la categoría "Vocalista Femenina del Año" y una nominación en la categoría "Álbum del Año".
| Año  | Nominado   | Categoría                                                | Resultado |
| ---- | ---------- | -------------------------------------------------------- | --------- |
| 1989 | Selena     | Female Vocalist of The Year (Vocalista Femenina del Año) | Ganadora  |
| 1989 | Dulce Amor | Album of The Year (Álbum del Año)                        | Nominado  |